# Cowichan-Ladysmith (circonscription britanno-colombienne)
Pour les articles homonymes, voir Cowichan et Ladysmith.
Circonscription électorale provinciale du Canada
Cowichan-Ladysmith est une ancienne circonscription provinciale de la Colombie-Britannique représentée à l'Assemblée législative de la Colombie-Britannique de 1991 à 2009.

## Géographie
La circonscription était établie dans la région de Cariboo au centre-sud de la province.

## Liste des députés
| Législature                                                            | Années                                                       | Député                                                       | Député                                                       | Parti                                                        |
| Cowichan-Ladysmith Circonscription issue de Cowichan-Malahat           | Cowichan-Ladysmith Circonscription issue de Cowichan-Malahat | Cowichan-Ladysmith Circonscription issue de Cowichan-Malahat | Cowichan-Ladysmith Circonscription issue de Cowichan-Malahat | Cowichan-Ladysmith Circonscription issue de Cowichan-Malahat |
| ---------------------------------------------------------------------- | ------------------------------------------------------------ | ------------------------------------------------------------ | ------------------------------------------------------------ | ------------------------------------------------------------ |
| 35e                                                                    | 1991–1996                                                    |                                                              | Jan Pullinger                                                | Néo-démocratique                                             |
| 36e                                                                    | 1996–2001                                                    |                                                              | Jan Pullinger                                                | Néo-démocratique                                             |
| 37e                                                                    | 2001–2005                                                    |                                                              | Graham Bruce                                                 | Libéral                                                      |
| 38e                                                                    | 2005–2009                                                    |                                                              | Doug Routley                                                 | Néo-démocratique                                             |
| Circonscription abolie, voir Nanaimo-North Cowichan et Cowichan Valley |                                                              |                                                              |                                                              |                                                              |